# Eichstegen
Eichstegen är en kommun (tyska Gemeinde) i Landkreis Ravensburg i förbundslandet Baden-Württemberg i Tyskland. Folkmängden uppgår till cirka 500 invånare, på en yta av 14 kvadratkilometer.
Kommunen ingår i kommunalförbundet Altshausen tillsammans med kommunerna Altshausen, Boms, Ebersbach-Musbach, Ebenweiler, Fleischwangen, Guggenhausen, Hoßkirch, Königseggwald, Riedhausen och Unterwaldhausen.